# Tercer Reich
El Tercer Reich (alemany: Drittes Reich), conegut oficialment com el Reich Alemany (Deutsches Reich) entre el 1933 i el 1943 i com el Gran Reich Alemany (Großdeutsches Reich) entre el 1943 i el 1945, fou la forma que prengué l'Estat alemany entre el 1933 i el 1945, sota la dictadura d'Adolf Hitler i el Partit Nazi.
Aquest període s'identifica amb el nazisme. La designació de Hitler com canceller (30 de gener de 1933) significà la fi de la República de Weimar i la transformació de l'Estat en línia a les doctrines del nazisme: fi del parlamentarisme, suspensió de garanties i atribució al poder executiu de facultats il·limitades; substitució del sistema federal per una rígida centralització; conversió del partit nacionalsocialista en partit únic i dissolució de les altres organitzacions polítiques i dels sindicats; conversió de la presidència de la república en lideratge d'un nou imperi germànic, etc.

## Crisi política i econòmica a la República de Weimar
Les causes llunyanes de la pujada al poder del nazisme es remunten a la derrota d'Alemanya a la Primera Guerra Mundial i a la signatura del Tractat de Versalles, que establia les mesures -econòmiques, polítiques i territorials- que els perdedors havien d'assumir, en tant que "responsables" del conflicte. Per a molts ciutadans alemanys, la derrota a la Gran Guerra i les sancions derivades del Tractat de Versalles suposaven una humiliació inassumible, més encara tenint en compte que abans de l'esclat del conflicte, es consideraven membres d'un Imperi Alemany molt poderós.
Aquestes circumstàncies possibilitaren l'acció d'un petit partit sorgit entre el 1919 i el 1921, el Deutsche Arbeiterpartei (DAP, Partit Obrer Alemany), fundat el gener del 1919 per Anton Drexler, i que prengué un any després el nom de Nationalsozialistische Deutsche Arbeiterpartei (NSDAP, Partit Nacional Socialista dels Treballadors Alemanys), més coneguts per "nazis" i liderats per Adolf Hitler. Durant la segona meitat dels anys 20 aquest grup polític creixé de forma espectacular tant en popularitat com en nombre de militants. El partit lluitava per l'abolició del Tractat de Versalles i per la renovació d'Alemanya. El seu líder, Adolf Hitler, era un orador brillant que enardia les masses amb un programa antisemita, d'un nacionalisme expansiu i agressiu i, sobretot, defensava una concepció totalitària de l'Estat. Un fragment del programa del «Partit Obrer Alemany», de Múnic, 24 de febrer del 1920 dona una idea dels punts bàsics de la ideologia nazi:

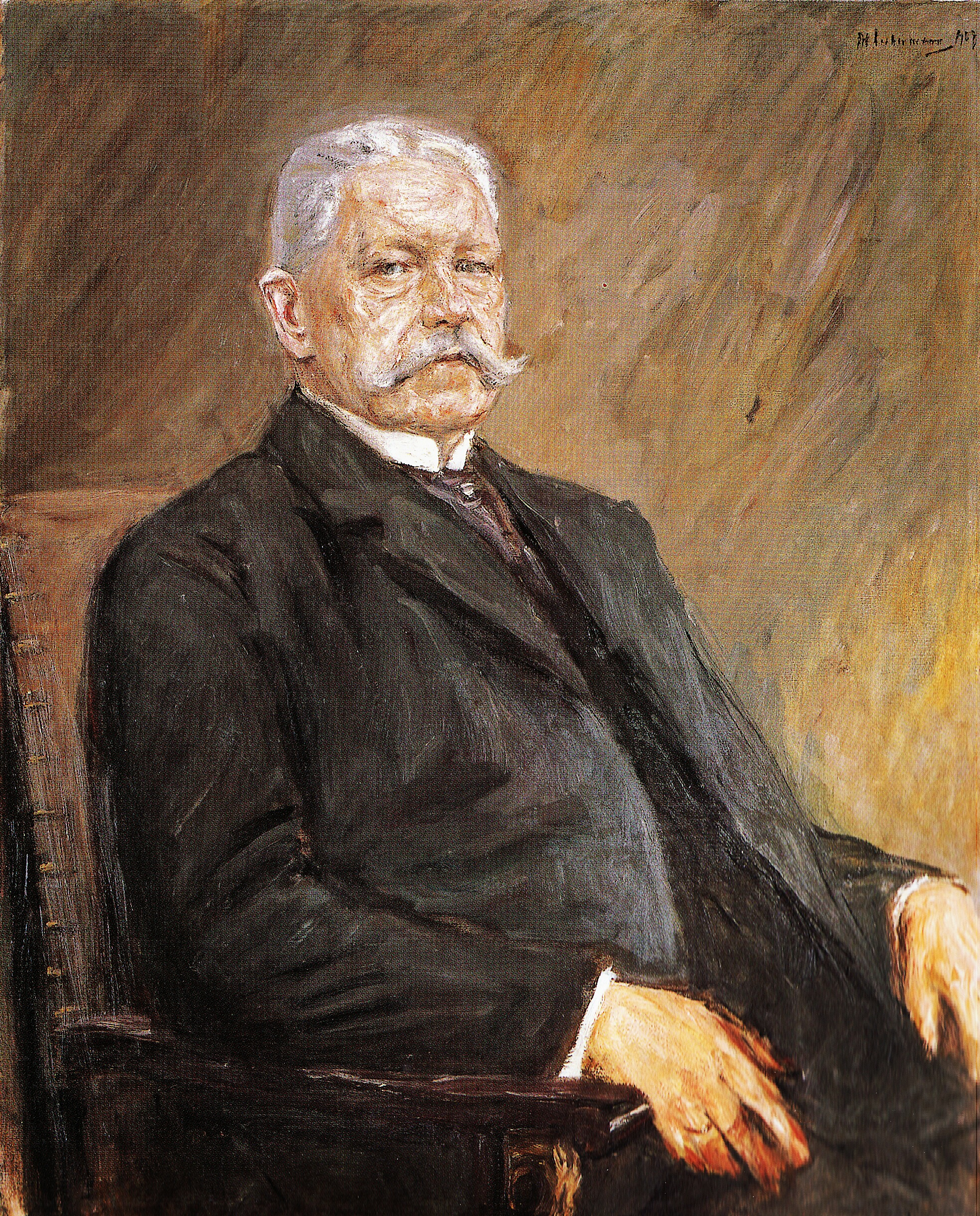
L'ancià Hindenburg va haver de postular-se per evitar que Hitler guanyés la Presidència, encara que era poc probable que sobrevisqués fins al final del seu mandat.

| « | 1. Demanem la reunió de tots els alemanys en una Gran Alemanya, d'acord amb el dret dels pobles a disposar d'ells mateixos. 2. Reclamen la concessió al poble alemany dels mateixos drets que les altres nacions i l'anul·lació dels Tractats de Versalles i de Saint Germain. 3. Reclamen terres (colònies) per alimentar el nostre poble i establir els nostres excedents de població. 4. Només poden ser considerats ciutadans els germànics de raça. Només poden ser germànics de raça els qui són de sang alemanya, sense tenir en compte llur religió. Cap jueu no pot ésser un germànic de raça (....). 5. (...) Denunciem la pràctica parlamentària corrompuda de designar els càrrecs de l'Estat per raons de partit, sense tenir en compte llur caràcter o llurs capacitats. 6. Demanem que l'Estat es preocupi en primer lloc de les possibilitats de guany i de vida dels ciutadans. Si no és possible alimentar bé tota la població de l'Estat, els súbdits d'altres nacions han de ser expulsats d'Alemanya. (...) 12. Demanem la confiscació total dels beneficis de guerra (...). 25. Per aconseguir aquests objectius, reclamem la constitució d'un poder fort i central del Reich que governi sobre la totalitat dels seus territoris amb un poder absolut. | » |

En el text hi ha, doncs, les bases del programa polític del nazisme: annexió dels pobles veïns, anul·lació del Tractat de Versalles, antisemitisme, pangermanisme, refús de la democràcia parlamentària i totalitarisme d'Estat, tot farcit amb un llenguatge que exalta el poder i la força.
Tanmateix serà la crisi econòmica generada per la Gran Depressió, a partir de 1929, i que disparà la inflació fins restà totalment fora de control, i la debilitat política dels governs de la República de Weimar la que acabà amb la mateixa república. En altres paraules, fins a finals dels anys 20, el partit d'Adolf Hitler no passà de ser un partit petit (el 1928, a les eleccions al Reichstag només obté un 2,5 per cent dels vots).

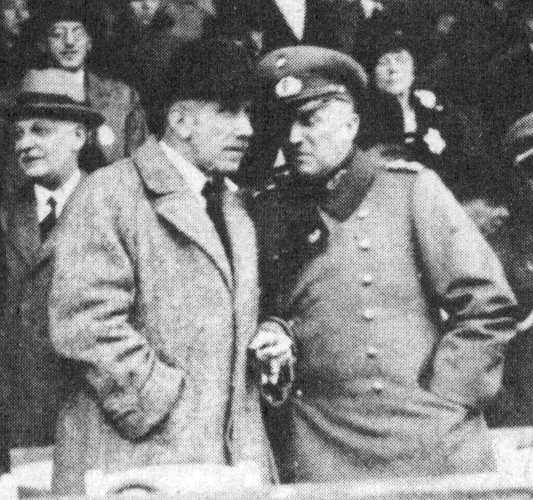
Papen (esquerra) i el general Schleicher (dreta) exercirien gran influència en l'ancià Paul von Hindenburg en els últims anys de la República, i les seves intrigues acabarien portant a Hitler al poder.

Fou la Gran Depressió i la debilitat final del govern republicà allò que facilità la pujada al poder de Hitler. La crisi econòmica iniciada amb el crack del 1929 significà la confirmació de la ineficiència dels governs burgesos i la desautorització de la socialdemocràcia, incapaç de reaccionar davant les desastroses conseqüències socials de la crisi. En aquestes condicions, els magnats de la indústria i de les finances alemanyes decidiren donar ple suport al NSDAP. Gràcies a aquestes subvencions, el NSDAP aconseguí els triomfs electors de 1930 i 1932.
A. Krupp, president de la companyia Krupp, una de les empreses més gran d'Alemanya, i afiliat al partit nazi el 1938, declarà en qualitat de detingut en el tribunal dels judicis de Nuremberg (1945-46):
| « | L'economia necessita un desenvolupament sa i progressiu. Els nombrosos partits polítics lluitaven entre ells enmig de l'anarquia (...). Nosaltres, els de l'empresa Krupp, no som idealistes sinó realistes. Teníem la impressió que Hitler ens donaria la possibilitat d'un desenvolupament sa. I ho va fer. Al començament, havíem votat pel partit populista, però els conservadors no podien governar el país perquè eren massa febles. A aquesta lluita implacable per la subsistència i el poder necessitàvem ésser conduïts per una mà forta i dura. Com la de Hitler. Després de deu anys passats sota la seva conducció, estàvem molt contents. Volíem un sistema que funcionés bé i que ens donés els mitjans per tal de treballar tranquil·lament. He dit que ignorava tot sobre l'extermini dels jueus, i he afegit: “quan es compra un bon cavall, no es miren alguns defectes. | » |

La crisi política també era palpable i serà el desencadenant de l'ascens nazi: “Un Estat no es desintegra només per una crisi econòmica i un atur generalitzat. Si fos així, també s'haurien hagut de desintegrar, per exemple, els Estats Units de la Gran Depressió dels anys 1930-1933, amb els seus 13 milions d'aturats. La República de Weimar no es va enfonsar per la crisi econòmica i l'atur, encara que aquests fets formessin part, naturalment, de l'ambient de decadència, sinó per la decisió prèvia de la dreta (Alemanya) d'abolir l'Estat parlamentari a favor d'un Estat autoritari vagament definit. Un Estat que tampoc no va ser destruït per Hitler: ell ja el va trobar desfet quan va arribar a canceller i només li va caldre arrabassar el poder a aquells que l'havien destruït”.

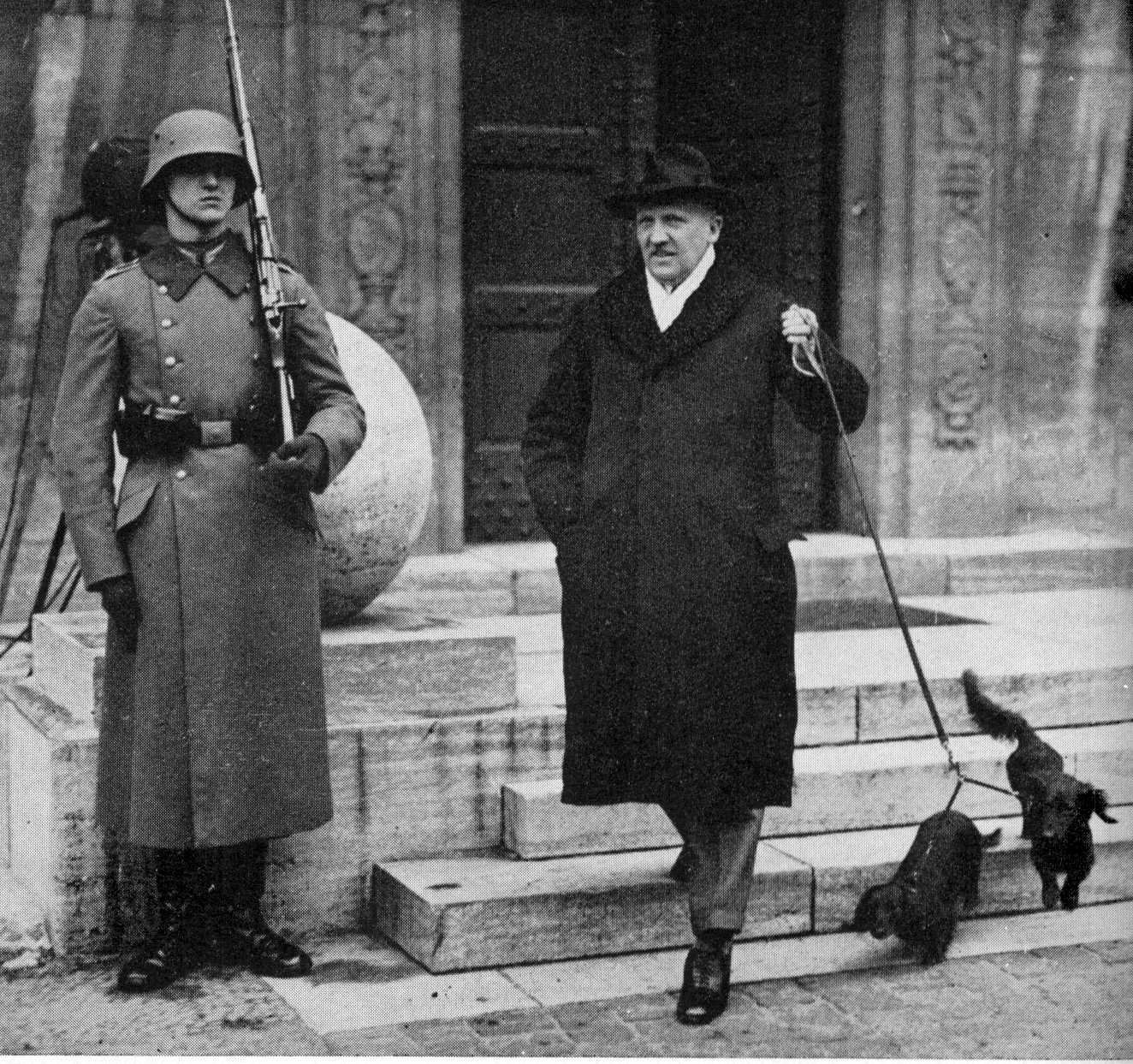
Derrotat, Schleicher, l'últim Canceller de la República, abandona la residència oficial per donar pas a Hitler.

El 1932, en el pitjor moment de la crisi econòmica i política, hi ha les eleccions presidencials. Hitler presenta la seva candidatura a la presidència de la República. A la segona volta obté 13,4 milions de vots i Hindenburg 19,3 milions. Els partits de centre i els socialistes es veuen obligats a votar a Hindenburg per evitar el triomf de Hitler. En qualsevol cas, les eleccions demostren que la dreta clàssica està enfonsada, i les classes mitjanes i la petita burgesia s'inclinen decididament pel partit nazi.
El Partit Nazi inicià converses amb els partits de Von Papen i el Partit de Centre, per assumir el càrrec de Canceller, fet que el President Von Hindenburg va rebutjar, i es van convocar eleccions parlamentàries quan el canceller Franz von Papen va perdre una moció de confiança en l'única sessió de la legislatura. A les eleccions de novembre de 1932, el NSDAP, tot i obtenir un 32% dels vots, continuà sent el partit més votat, i el 30 de gener de 1933, després de la renúncia del nou canceller Kurt von Schleicher, Von Hindenburg crida a Hitler per assumir el càrrec de Canceller d'Alemanya i presidir un govern de concentració nacional.
Per la seva banda, Von Papen creia que podria controlar el govern des de l'ombra, amb la convocatòria de noves eleccions per al març de 1933. De fet, al gabinet del nou govern, només Hermann Göring i Wilhelm Frick del NSDAP eren ministres.

## El nazisme en el poder
Hitler presidí un govern de concentració nacional, tal com havia desitjat la dreta alemanya, per bé que no esperaven que l'instrument que havia d'ésser el NSDAP es convertís en el subjecte de Poder. Ni Hindenburg ni els socis de govern pogueren aturar la destrucció del marc institucional i democràtic de la República.
D'altra banda, els partits de dretes ho veien com la consumació de la dictadura –en aquest cas civil– que tant havien desitjat; no podien preveure la nazificació i el règim totalitari que s'estava dibuixant.
El tret de sortida per a la retallada de drets i llibertats fou l'Incendi del Reichstag, al qual el govern va reaccionar amb el Decret de l'Incendi del Reichstag l'endemà, que suspenia els drets civils bàsics. D'acord amb el decret, el KPD (Partit Comunista Alemany) i altres partits es van il·legalitzar, i els funcionaris i diputats comunistes, els socialistes i qualsevol socialdemòcrata que s'oposés al règim van ser arrestats i enviats a camps de concentració –Dachau, el primer en obrir, es va inaugurar el març de 1933– o assassinats, escapçant l'organització. Lentament, només el NSDAP i les seves organitzacions satèl·lits romangueren legals dins del nou sistema. L'incendi es va produir sis dies abans de les eleccions avançades, que va guanyar el NSDAP amb un 43,9% dels vots, i continuava sent el partit més gran a la cambra, però no prou per assegurar la majoria absoluta, de manera que es va mantenir la coalició amb el DNVP. Com que els nazis no van obtenir la majoria absoluta, el govern de Hitler es va enfrontar a la cambra presentant la Llei de Capacitació, que permetia al govern l'aprovació de lleis sense la participació del parlament durant quatre anys. Ja que la llei necessitava un suport de dos terços de la cambra, Ludwig Kaas, del Partit Catòlic de Centre va votar a favor amb la promesa verbal que el mateix partit i els acords amb l'església catòlica es mantindrien. Els partits de dretes ho veien com la consumació de la dictadura –en aquest cas civil– que tant havien desitjat, però no podien preveure la nazificació i el règim totalitari que s'estava dibuixant.

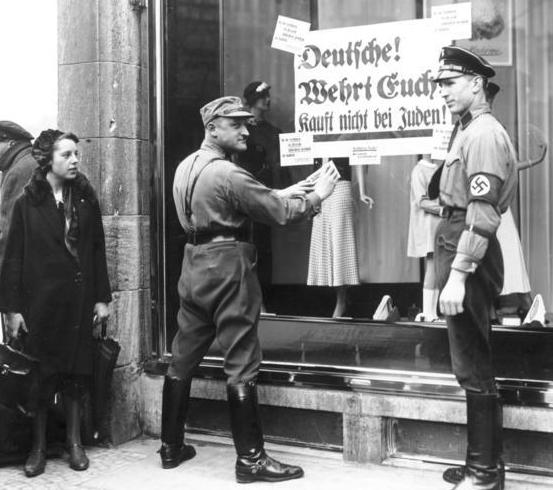
Membres de la SA forcen el boicot nazi dels negocis jueus (1 d'abril de 1933).

L'abril de 1933, Hitler signà la llei per a la restauració del servei civil professional, que excloïa els jueus de tot càrrec de l'administració de l'Estat. Igualment, Hindenburg no protestà per la purga feta dins el NSDAP el juny de 1934 contra els sectors d'esquerres del partit, com la Sturmabteilung d'Ernst Röhm o la facció de Gregor Strasser, molts dels quals van morir en la Nit dels ganivets llargs.

## El Tercer Reich
Després de la mort del president Paul von Hindenburg el 1934, Hitler també fou nomenat president de la República, assolint tot el poder; fet que li permeté dissoldre la República de Weimar i proclamà el Tercer Reich, un Estat autoritari, antidemocràtic i centralitzat. El nou poder era un desafiament a la comunitat internacional
Entre el 1933 i el 1939, la política de Hitler va estar centrada en l'enduriment de les lleis contra els jueus fins a extrems inaudits, el rearmament i modernització de l'exèrcit alemany i la reunificació dels pobles alemanys, en contra de l'establert en el Tractat de Versalles, que limitava la capacitat militar alemanya, i impedia la reunificació de l'imperi Alemany hereu del Sacre Imperi Romanogermànic.

### El miracle econòmic
Quan Hitler pujà a la Cancelleria del Reich, el gener de 1933, hi havia a Alemanya sis milions d'aturats. Hitler col·locà Hjalmar Schacht de president de la Banca del Reich, primer, i de conseller d'Economia després i deixà que apliqués les seves receptes de política econòmica. Només tres anys després, el 1936, es gaudia de plena ocupació. De la pobresa escandalosa es passà, en general, a un modest però satisfactori estat del benestar. I a més s'aconseguí sense inflació, amb els preus i els sous completament estables car el govern decretà els salaris i els preus. “Ambdues mesures eren possibles en un règim dictatorial amb els camps de concentració al darrere; a Hitler no li calia fer cas ni de la patronal ni dels sindicats, podia forçar-los a tots cap al Front Alemany del Treball per bloquejar-los, de la mateixa manera que podia tancar en un camp de concentració qualsevol empresari que negociés amb l'estranger sense autorització o apugés el preu dels seus productes, o qualsevol treballador que demanés augment de sou o que per aquesta raó amenacés amb vaga”.

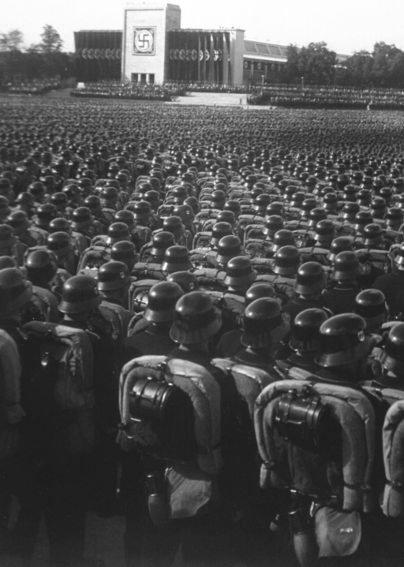
Reichsparteitag, any 1935.

### El rearmament d'Alemanya
Pel que fa a les restrictives imposicions del Tractat de Versalles, Alemanya deixà de pagar les reparacions de guerra i restablí el servei militar obligatori. Quan Hitler arribà al poder, Alemanya tenia un exèrcit de 100.000 homes sense armes modernes ni força aèria. El 1938 Alemanya era la potència militar terrestre i aèria més forta d'Europa. El rearmament generà llocs de treball i significà l'anul·lació dels punts clau del Tractat de Versalles, és a dir, un triomf sobre els governs de França i Anglaterra, i un canvi radical en les relacions de poder a Europa. A més recolzà les tesis del general Heinz Wilhelm Guderian que creia en les possibilitats de les divisions de carros de combat integrades i autònomes.

### “Un estat dins de l'Estat”
La constitució de Weimar mai va ser substituïda per una altra. El Tercer Reich, almenys des de la tardor del 1934, no tenia cap constitució ni escrita ni no escrita, no respectava els drets fonamentals que limiten el poder dels Estats davant dels ciutadans, no coneixia ni disposava d'un reglament intern estatal que delimités les competències dels diferents òrgans de l'Estat i que procurés que les seves activitats tinguessin coherència. Era el caos: els diversos poders fàctics rivalitzaven o se sobreposaven mútuament, competint entre ells i interferint-se, i com a cap suprem de tot plegat hi havia Hitler. “Hitler tenia la intuïció, absolutament correcta, que qualsevol ordre constitucional també limita el poder dels òrgans estatals per més poderosos que fossin; en un Estat constitucional, fins i tot l'home més poderós topa amb les competències d'uns altres òrgans, no pot manar-ho tot a tothom; i es procura, si més no, que l'Estat pugui seguir funcionant sense ell. Però Hitler no volia cap de des dues coses i per això va abolir la Constitució, sense substituir-la per una de nova. No volia ser el primer servidor de l'Estat sinó el Führer, el seu senyor absolut; i va descobrir exactament que el domini absolut no és possible en un sistema estatal intacte, sinó en un caos controlat”.

### La gran Alemanya

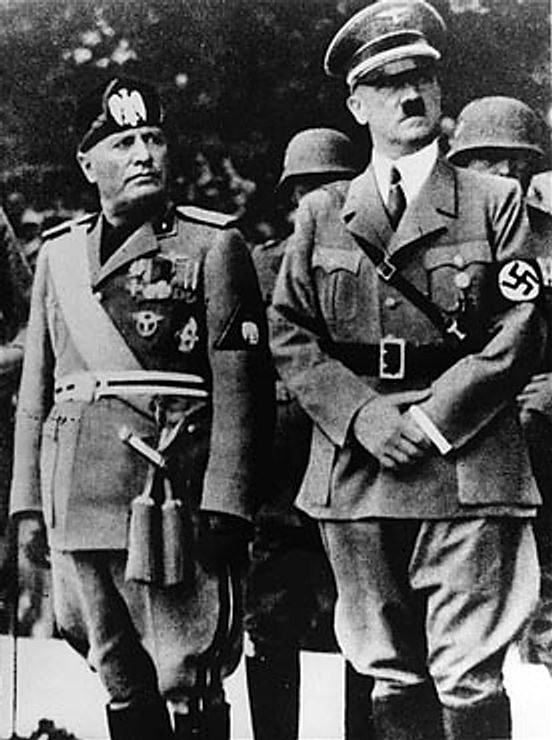
Adolf Hitler i Benito Mussolini.

La política expansionista del govern pretenia incrementar l'espai vital aplicant la teoria del Lebensraum. Per aconseguir el Lebensraum, Hitler va utilitzar una eficaç combinació d'oratòria i intimidació, i el 7 de març de 1936, amb molt poques tropes i entrant en bicicleta va remilitaritzar Renània. El 29 de març de 1936 Adolf Hitler aconsegueix el 99% dels vots d'un total de 45,5 milions de votants, en un referèndum per ratificar la recuperació. El mateix 1936 Mussolini atacava Etiòpia.
Les sancions de la Societat de Nacions no servien més que per reforçar la unió de les dues dictadures, que van establir una aliança, l'Eix Roma-Berlín, al qual es va afegir el Japó, formant la coalició de les potències de l'Eix. És evident que des del 1936 Hitler ja preparava la guerra i que només la por davant el possible triomf del socialisme impedia a les democràcies de donar suport als estats que Alemanya havia agredit: annexió d'Àustria (Anschluss) (març de 1938), ocupació dels Sudets (octubre de 1938), repartiment i ocupació de Txecoslovàquia (març de 1939), i ocupació de la ciutat de Memel (març de 1939). I tot això sense ni una protesta de França i Gran Bretanya i fins i tot de vegades -annexió dels Sudets, regió txecoslovaca amb tres milions d'alemanys- amb el seu exprés vistiplau.

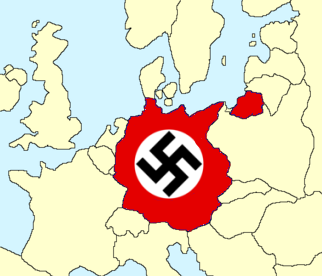
Mapa del Tercer Reich el 1939 segons la propaganda oficial

Però Hitler no en tenia prou amb haver aconseguit tot això i reclamava a Polònia l'ocupació de la ciutat lliure de Danzig i un corredor de terra entre Alemanya i la Prússia Oriental. Polònia s'hi va negar repetides vegades en part per por a la reacció soviètica i en part perquè pensava que això només encoratjaria Hitler a fer altres demandes. El 23 d'agost de 1939, Alemanya i l'URSS signaren el Pacte Molotov-Ribbentrop que, a més de ser un tractat de no-agressió entre els dos estats, tenia unes clàusules secretes entre les quals s'acordava el repartiment de l'est europeu en dues zones d'influència, una per cada una de les dues potències. Hitler, en virtut d'aquest acord i avalat pels seus èxits anteriors, decidí envair Polònia.

### Cultura i societat
El Tercer Reich recolzà el desenvolupament de les arts, exceptuant les que la ideologia nazi considerava decadents. Bona part de la producció artística alemanya d'aquest període es consagrà a l'enaltiment dels valors de la família, la nació i especialment la raça ària, alhora que s'educava a les noves generacions en una ideologia antisemita i es relegava les dones a l'Alemanya nazi a un paper secundari, lligat a la maternitat i no a l'esfera pública. En aquest sentit, el ministre de propaganda Joseph Goebbels va tenir un important paper doctrinari.

#### Arquitectura
L'arquitectura rebé un impuls considerable durant el règim car Hitler ambiciona un pla per convertir Berlín en la capital més imponent del món i l'arquitecte Albert Speer fou l'encarregat de donar forma a les idees de magnificència de Hitler, projectant edificis i planejant un canvi urbanístic basat en estructures de formigó. Tanmateix mai pogué concretar-se a causa de l'esclat de la guerra. El primer pas d'aquests plans fou l'estadi per als Jocs Olímpics de Berlín de 1936, dissenyat per Werner March, l'única gran obra arquitectònica d'aquest període que ha sobreviscut.
Speer projectà la nova Cancelleria del Reich, que incloïa un enorme saló dues vegades més gran que el Saló dels Miralls del Palau de Versalles. La segona cancelleria fou danyada seriosament per l'exèrcit soviètic en la batalla de Berlín, a la fi de la guerra, l'any 1945, i aquell mateix any va ser demolida en presència del primer ministre anglès sir Winston Churchill.
El 1937, Speer va projectar el pavelló alemany de l'Exposició Internacional de París de 1937, que estava situat just davant del pavelló soviètic. El seu disseny magnificent pretenia enfosquir al pavelló soviètic i representar l'Alemanya nazi com una defensa sòlida contra el comunisme; això no obstant, ambdós pavellons van ser guardonats amb medalles d'or pels seus dissenys.
Altres obres destacades, que han sobreviscut, són l'Aeroport de Berlín-Tempelhof i Prora, una estació de vacances construïda en l'illa de Rügen.
Entre els projectes de Speer i Hitler es troba la «Volkshalle», o Saló del Poble, una cúpula de 200 m d'alt i 250 m de diàmetre, 16 vegades més gran que la Basílica de Sant Pere. Hitler també planejava construir un arc, similar a l'Arc de Triomf de París, però de 100 m d'altura, on en el seu interior estarien gravats els noms de tots els morts alemanys de la Primera Guerra Mundial. El començament de la guerra evità que es construïssin aquestes gegantines obres a causa del racionament de materials de construcció, d'una banda, i per un altre, el pes del monument excedia les condicions del terreny: una proveta de ciment serví per comprovar que amb el temps cedia el terreny.

#### Cinema
El cinema va tenir en Leni Riefenstahl la seva representant més destacada, gràcies a dues obres: «El triomf de la voluntat» i «Olympia». Aquesta última pel·lícula és admirada per l'ús de tècniques innovadores per a l'època, si bé, ella mateixa ha estat criticada per fer propaganda a la ideologia nazi.

#### Enquadrament de la societat
Per la seva banda, la formació de les noves generacions estigué, des del principi, emmarcada dintre de projectes nacionalistes, com les Joventuts Hitlerianes. En centres construïts especialment, com el castell Vogelsang en l'actual Renània del Nord-Westfàlia, es formava a l'elit nacionalsocialista. Després de la caiguda del règim, el castell amb els seus 330 ha circumdants foren ocupades, primer per l'exèrcit britànic i a partir de 1950, pel de Bèlgica.

#### Salut
El Tercer Reich es caracteritzà per un fort moviment antitabac. La investigació de Franz H. Müller demostrà que hi havia relació entre el tabac i el càncer de pulmó el 1939, per la qual cosa s'intentà reduir l'ús del tabac mitjançant prohibicions, propaganda, etc.

## Segona Guerra Mundial

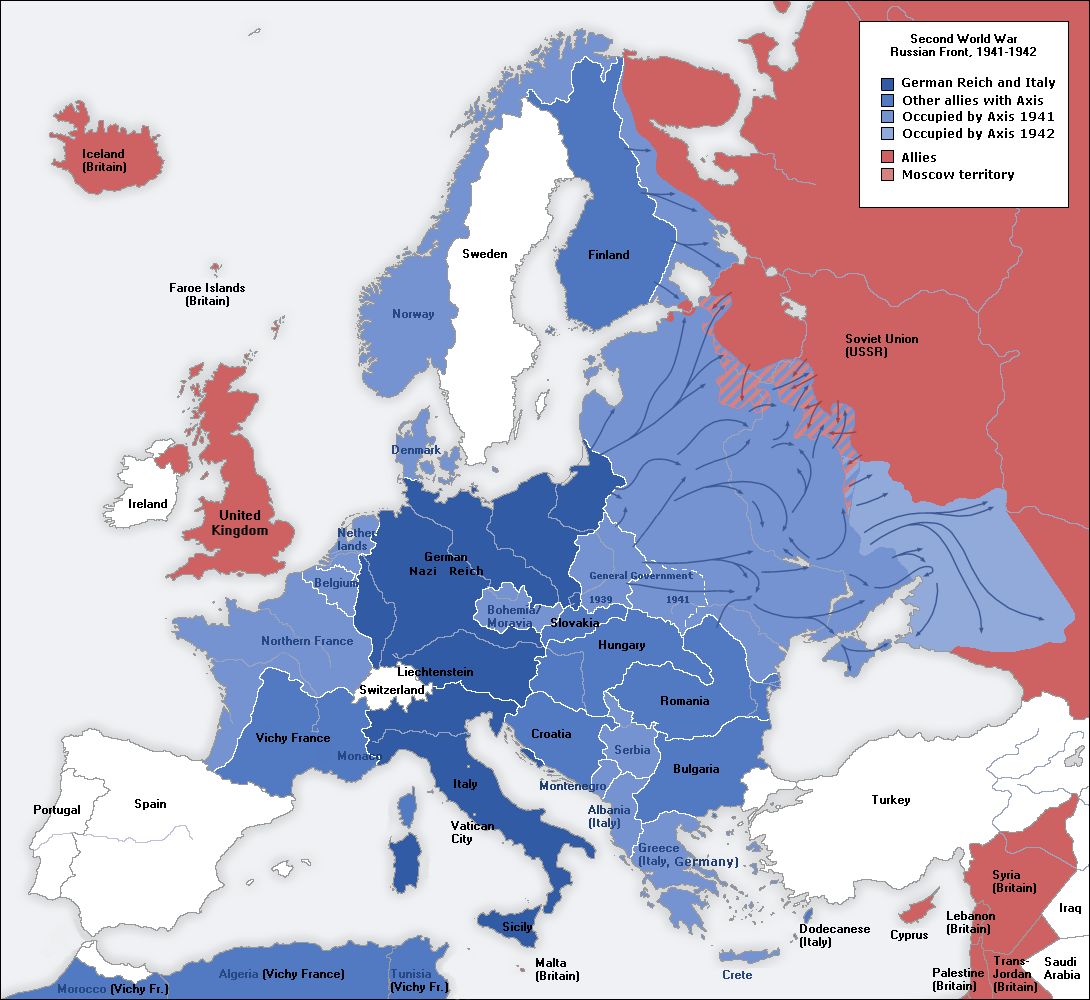
Màxima extensió de les conquestes militars alemanyes i les forces de l'eix a Europa durant la Segona Guerra Mundial.

La invasió de Polònia per part d'Alemanya fou el detonant de la guerra. El 3 de setembre de 1939, França i el Regne Unit van declarar la guerra a Alemanya. En tres setmanes, mentre l'exèrcit franco-anglès estava dramàticament a l'expectativa, esperant reforçar el seu potencial per llançar-se a l'atac, Alemanya dominà Polònia. Després seguiren uns mesos de paràlisi en l'anomenada Guerra de Broma. El 1940 Alemanya envaeix Noruega i atacà França emprant la tàctica de la guerra llampec (Blitzkrieg) i perforà el front francès a les Ardenes i envaí els Països Baixos, Bèlgica i Luxemburg. L'exèrcit aliat (franco-anglès), impotent davant l'avanç alemany reembarca les seves tropes a Dunkerque vers Anglaterra, mentre les restes de l'exèrcit francès es repleguen cap al sud entre una allau de refugiats. El mariscal Petain, cap del govern francès, demanà l'armistici, que significà, de fet, el reconeixement de la derrota davant els exèrcits alemanys (22 de juny de 1940).
Gran Bretanya restà sola en la lluita. Sota la direcció de Winston Churchill restí els atacs de l'aviació alemanya i el bloqueig dels seus subministraments per mar. Alhora la guerra s'havia estès al nord d'Àfrica on les tropes alemanyes de l'Afrikakorps avançaven espectacularment i amenaçaven el canal de Suez.
Hilter pren ara una decisió arriscada: estendre el seu domini a l'est i atacar l'URSS. El 1941 Alemanya envaeix Iugoslàvia i Grècia i comença la invasió de la Unió Soviètica. El primer avanç fou rapidíssim, però l'hivern obligà a detenir l'ofensiva a les portes de Moscou.
La persecució de les minories i indesitjables continuà a Alemanya i els països ocupats. A partir de 1941 els jueus van ser obligats a dur una banda groga en públic la majoria van ser traslladats a guetos, on estaven separats de la resta de la població. El gener de 1942, a la Conferència de Wannsee sota la supervisió de Reinhard Heydrich, es va decidir un pla per la Solució final de la qüestió jueva. Des de llavors i fins al final de la guerra, els nazis aplicaren un genocidi sistemàtic de jueus i altres col·lectius, incloent homosexuals, eslaus i presoners polítics. A més, deu milions de persones van ser forçades a treballar. Milers de persones eren enviades diàriament als camps d'extermini i camps de concentració, que al principi eren centres de detenció que es van reconvertir en factories de la mort en massa.

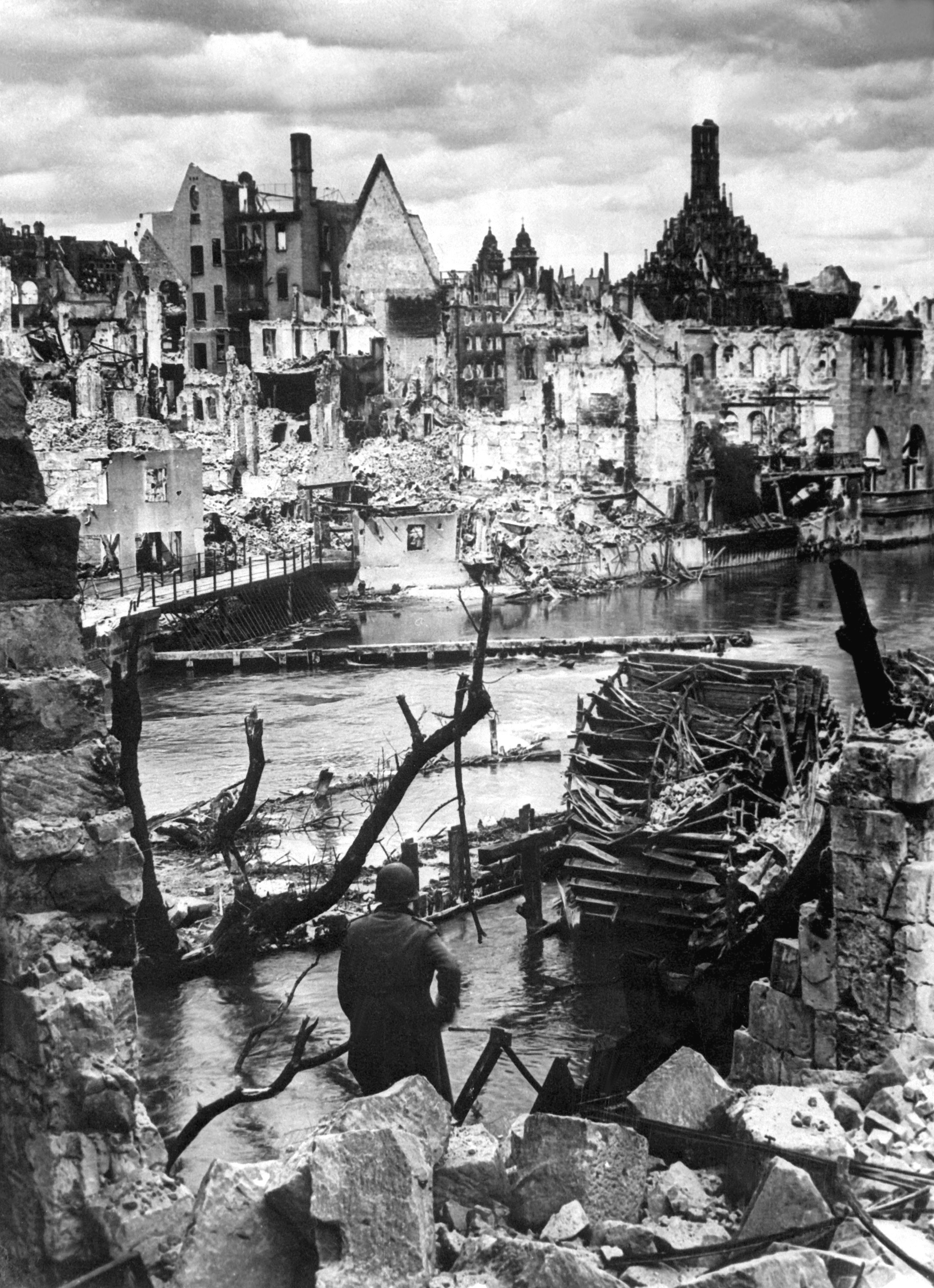
Runes de la ciutat de Nuremberg l'any 1945.

En paral·lel a l'Holocaust, els nazis van tenir un programa de conquesta i explotació dels territoris soviètics i polonesos i la seva població eslava, com a part del Pla General Oest. S'estima que 20 milions de civils soviètics, tres milions de polonesos no jueus i set milions de soldats de l'Exèrcit roig van morir en la guerra. Els plans nazis van estendre el lebensraum cap a l'est, conseqüència d'estendre la guerra a l'est per defensar la civilització occidental dels bolxevics. Molts ucraïnesos, bàltics i altres soviètics desencantats per les atrocitats comeses pel règim estalinista van lluitar amb els alemanys, juntament amb altres europeus enrolats a les divisions Schutzstaffel.
La meitat de l'any 1942 marcà el canvi de direcció de la guerra. Fins aquell moment la victòria del bàndol de les potències de l'Eix semblava un fet, però a partir d'aleshores, els esforços combinats de l'URSS i dels EUA reorientaren el resultat de la guerra cap a la victòria final dels aliats.
El febrer de 1943 els russos havien derrotat els alemanys a la batalla de Stalingrad i començà l'avenç cap a l'oest, guanyant la batalla de Kursk, punt d'inflexió al Front Oriental. L'exèrcit alemany es retirà a les fronteres poloneses el febrer de 1944, i el juny els aliats obrien un nou front a l'est amb el desembarcament de Normandia, i l'abril de 1945 els dos fronts es van trobar a l'Elba, i el 30 d'abril mentre les tropes soviètiques ocupen el Reichstag i altres edificis governamentals, Adolf Hitler es va suïcidar al Führerbunker, seu búnquer situat sota la Cancelleria del Reich.
El successor de Hitler va ser l'almirall Karl Dönitz. El 7 de maig va donar la seva autorització al general Alfred Jodl per firmar la rendició incondicional d'Alemanya que entraria en vigor l'endemà. Això va significar el final de la guerra a Europa.
Com a resultat de la victòria aliada, els vencedors es repartiren el control d'Alemanya, que va canviar les seves fronteres com a resultat de la Conferència de Jalta i acabà partint-se en dos Estats (RFA i RDA) durant la Guerra Freda, que es van reunificar de nou el 1990. El Tercer Reich va ser desmantellat, els dirigents que van sobreviure van ser jutjats en els Judicis de Nuremberg, i les institucions creades van desaparèixer.

## L'Holocaust

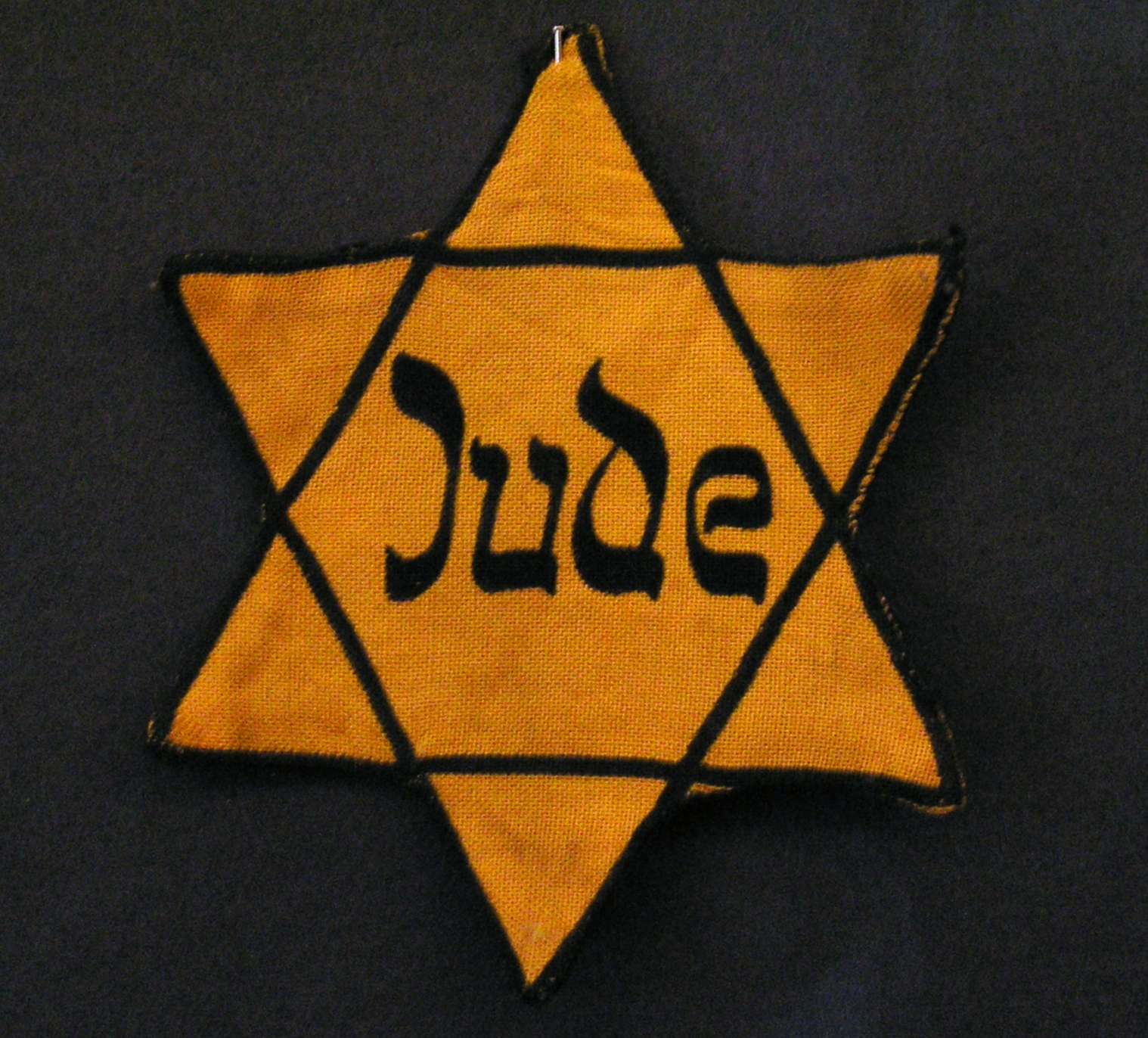
Estrella de David amb què es discriminava els jueus a l'Alemanya nazi.

L'Holocaust fou el genocidi dut a terme pel règim nacionalsocialista del Tercer Reich sobre els jueus i altres pobles entre els anys 1933 i 1945.
El genocidi fou la culminació d'un llarg procés que es desenvolupà paral·lelament a la implantació del règim nazi i que tenia com a objectiu la creació d'una comunitat nacional –Volksgemeinschaft– racialment pura. El que Hitler es proposava –i així ho havia anunciat el 30 de gener del 1939- era l'extermini de la raça jueva d'Europa.
Finalment, en la conferència de Wannsee, 20 de gener de 1942, s'aprovà la "Solució final a la qüestió dels jueus" - Endlösung der Judenfrage o endgültige Lösung der Judefrage, escurçat simplement a "la Solució Final - Endlösung. Aquesta solució consistia en l'eliminació física, per mitjà dels treballs forçats, la fam i les cambres de gas, dels jueus (i altres "indesitjables") internats en camps d'extermini (Auschwitz-Birkenau, Chelmno, Belzec, Majdanek, Mauthausen, Sobibor i Treblinka). L'estimació històrica del nombre de víctimes jueves és al voltant de sis milions, encara que els historiadors contemporanis creuen que el nombre exacte es troba entre els 5 i 7 milions.
Altres grups que el règim nazi definí com "indesitjables" eren els homosexuals, els testimonis de Jehovà, els minusvàlids i dissidents i els opositors polítics de diverses nacionalitats i religions (polonesos, ucraïnesos, belarussos, lituans, letons, estonians, russos, altres eslaus, gitanos i catòlics).

## Persecució dels homosexuals a l'Alemanya nazi

El Triangle rosa, símbol amb el qual es marcava als homosexuals en els camps de concentració nazis.

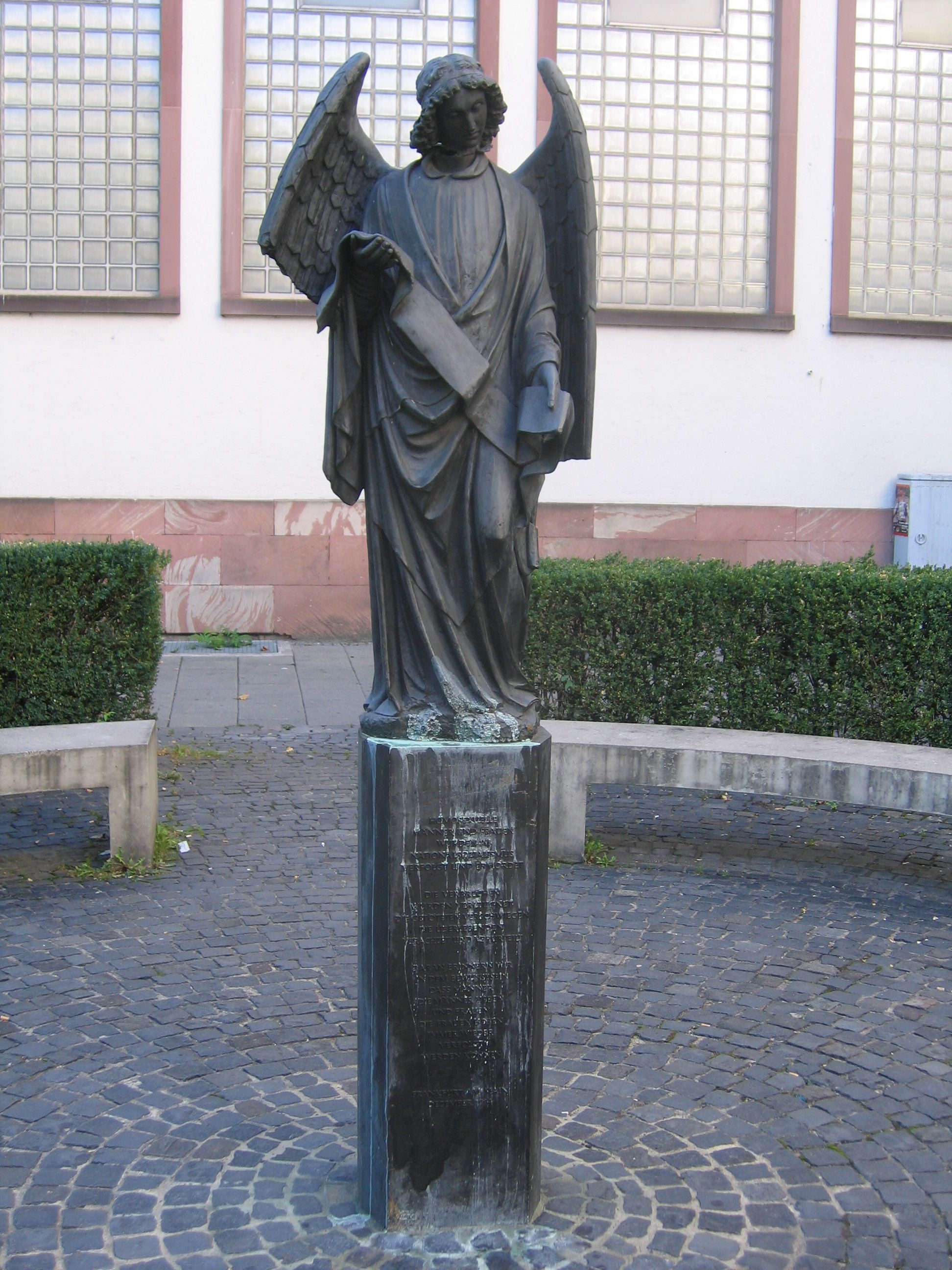
Àngel de Frankfurt

La persecució dels homosexuals a l'Alemanya nazi es va fonamentar principalment sobre la premissa que l'homosexualitat era incompatible amb la ideologia nacionalsocialista perquè els homosexuals no es reproduïen i, per tant, no perpetuaven la raça ària. L'homosexualitat constituïa una de les proves de degeneració racial que, a més, es transmetia per vici d'uns individus a uns altres; per això les autoritats havien de posar tots els mitjans al seu abast per evitar la seva extensió.
El Frankfurter Engel (àngel de Frankfurt) va ser el primer monument d'Alemanya en memòria dels homosexuals perseguits pel nazisme i, posteriorment, pel paràgraf 175 del codi penal alemany. Com el seu nom indica el monument és l'estàtua d'un àngel subjectant una banda. L'obra va ser el primer monument commemoratiu de les víctimes homosexuals de l'holocaust a Alemanya. Els següents en ser erigits a Alemanya van ser el Triangle rosa de Colònia (1995) i el Monument als homosexuals perseguits pel nazisme de Berlín (2008).
A la base de l'estàtua hi ha una inscripció en alemany que diu:  "Els homes i dones homosexuals van ser perseguits i assassinats durant el règim nacionalsocialista. La matança va ser ocultada i negada, menyspreant i condemnant als supervivents. Per això els recordem i als homes que estimen altres homes i les dones que estimen altres dones que sovint encara segueixen sent perseguits. Frankfurt del Main. Desembre 1994. " La inscripció al·ludeix al fet que els homosexuals no només van ser perseguits durant el règim nazi, sinó que l'article 175 va seguir vigent i no es va reformar la prohibició respecte a les pràctiques homosexuals entre adults fins a 1973, servint per condemnar fins i tot als supervivents dels camps de concentració. Fins que va ser derogat completament el 1994. El que va causar que els homosexuals no poguessin fer durant anys cap reclamació i fossin l'últim grup de víctimes a ser oficialment reconegut.

## Economia

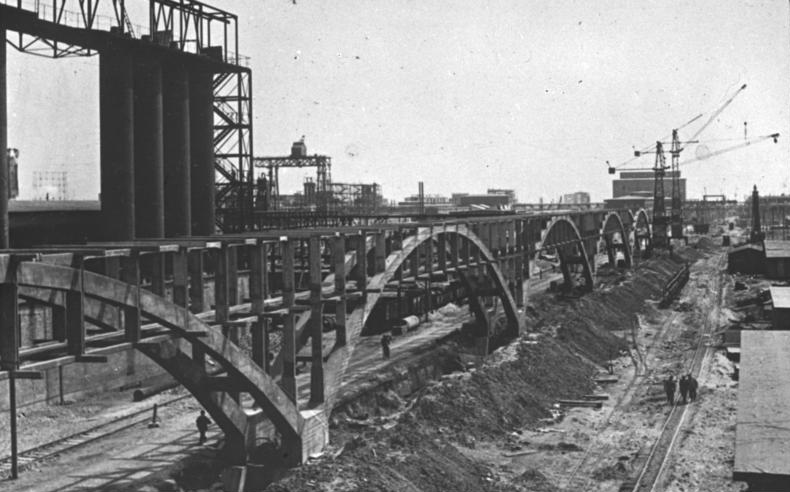
La fàbrica d'oli sintètic IG Farben en construcció a Buna Werke (1941), a prop d'Auschwitz Monowitz.

Quan el Partit Nazi va prendre el poder el 1933, l'economia d'Alemanya ja s'havia recuperat bastant del desastre econòmic originat pel Tractat de Versalles, però encara sofria en part els efectes de la Gran Depressió iniciada als Estats Units el 1929, que també havia perjudicat severament el comerç exterior alemany. Entre 1934 i 1937, l'Alemanya nazi va gaudir d'excel·lents estàndards de vida per a la classe obrera i mitjana, es van iniciar importants treballs de comunicació viària (carreteres) i edificis ostentosos. Si bé el Partit Nazi acaparava tot el poder polític, va permetre que el capitalisme seguís sent aplicat a Alemanya i no va expropiar la propietat privada, deixant a les empreses privades alemanyes continuar les seves activitats. No obstant això, el règim de Hitler va impulsar una enorme intervenció de l'Estat en l'economia ja sigui creant empreses estatals de serveis com fixant controls de preus i reglamentant tota activitat de les empreses privades, de tal manera que els empresaris alemanys van haver de seguir les directives governamentals per així conservar les seves propietats i riqueses, doncs en cas contrari podien ser considerats també opositors al règim i sofrir la respectiva repressió.
No obstant això, gran part de l'economia del Tercer Reich s'havia orientat cap a l'armamentisme i, especialment, per preparar una eventual guerra amb les nacions eslaves, en comptes de dirigir-se a produir béns de consum o cap a una expansió comercial. No obstant això, la concentració de capital en la indústria d'armes va afavorir una ràpida expansió de la capacitat industrial germana i va ajudar a reduir els nivells de desocupació.

## Art i cultura

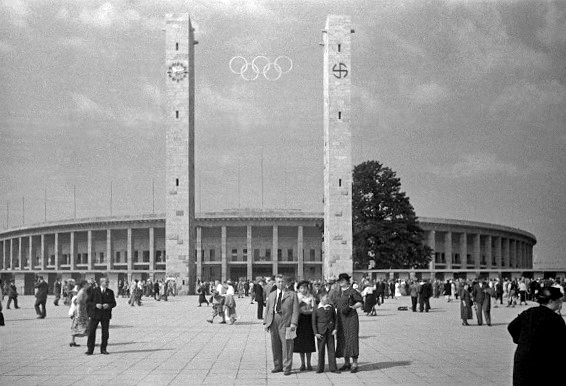
Estadi Olímpic de Berlín, 1936.

En la seva joventut, Hitler va tenir l'aspiració de fer carrera com a pintor, però va ser rebutjat en dues oportunitats a Viena. Quan va esdevenir el cap de l'Estat alemany, va impulsar el desenvolupament de les arts, exceptuant aquelles que la ideologia nazi considerava com a decadents, i va prendre sota el seu poder a l'arquitecte Albert Speer, qui va transformar les idees de magnificència de Hitler en formigó.
Bona part de la producció artística alemanya en aquest període es va consagrar a la promoció dels valors de la família, la nació i especialment de la raça ària, educant a les noves generacions amb continguts antisemites i intolerants. En aquest tema, el ministre de propaganda Joseph Goebbels va tenir un important paper doctrinari.
L'arquitectura també va rebre un impuls considerable durant el règim. Un ambiciós pla, que buscava convertir Berlín en la capital més imponent del món, mai va arribar a concretar-se a causa de l'esclat de la guerra. Durant anys Hitler i el seu arquitecte en cap Albert Speer van projectar edificis i van planejar un radical canvi urbanístic que actualment sol considerar-se com megalòman.
El primer pas d'aquests plans va ser l'estadi pels Jocs Olímpics de Berlín 1936, dissenyat per Werner March, l'única gran obra arquitectònica d'aquest període que ha sobreviscut. L'edifici va albergar el partit final de la Copa Mundial de Futbol de 2006.
Speer va projectar així mateix la nova Cancelleria del Reich, que incloïa un enorme saló dues vegades major que el Saló dels Miralls del Palau de Versalles. Hitler volia construir una tercera Cancelleria, encara major, encara que mai es va començar. La segona cancelleria va ser danyada seriosament per l'exèrcit soviètic en la batalla de Berlín el 1945. Aquest mateix any va ser demolida en presència del primer ministre del Regne Unit, Winston Churchill.
El 1937 Speer va projectar el pavelló alemany de l'Exposició Internacional de 1937 a París, que estava situat just davant del pavelló soviètic. El seu disseny magnificat va tapar al pavelló soviètic. Speer pretenia representar una defensa sòlida contra els embats del comunisme. No obstant això, tots dos pavellons van ser guardonats amb medalles d'or pels seus dissenys.

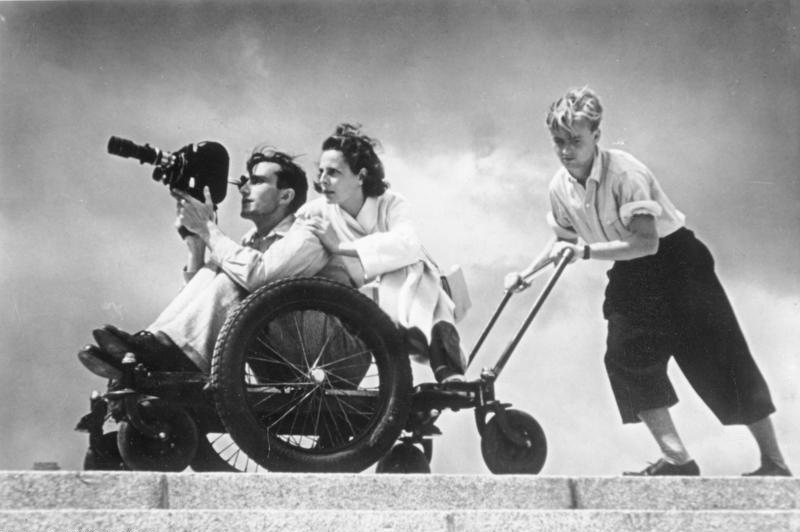
Leni Riefenstahl (darrere del camarògraf) rodant durant els Jocs Olímpics de Berlín de 1936.

Altres obres destacades que han sobreviscut són l'Aeroport de Berlín-Tempelhof i Prora, una estació vacacional construïda a l'illa de Rügen.
Entre els projectes de Speer i Hitler es troba la Volkshalle, o Saló del Poble, un dom de 200 m d'altura i 250 m de diàmetre, 16 vegades més gran que la Basílica de Sant Pere. Hitler també planejava construir un arc, similar a l'Arc de Triomf de París, però de 100 m d'altura, en què el seu interior estarien gravats els noms de tots els morts alemanys de la Primera Guerra Mundial. El prematur començament de la guerra va evitar que es construïssin aquestes gegantesques obres a causa del racionament de materials de construcció, d'una banda, i per un altre, al fet que el pes del monument excedia les condicions del terreny. Una proveta de ciment va arribar a ser instal·lada en el lloc, i amb el temps va cedir el terreny.
El cinema va tenir en Leni Riefenstahl la seva representant més destacada, gràcies a dues obres: El triomf de la voluntat i Olympia. Aquesta última pel·lícula és admirada per l'ús de tècniques innovadores per a l'època, si bé ella mateixa ha estat criticada per fer propaganda per a la ideologia nazi.
Per la seva banda, la formació de les noves generacions estava primerencament emmarcada dins de projectes nacionalistes, com les Joventuts Hitlerianes. En centres construïts especialment, com el castell Vogelsang a l'actual Renània del Nord-Westfàlia (RNW), es formava a l'elit nacionalsocialista. Després de la caiguda del règim, el castell amb les seves 330 ha circumdants van ser ocupades, primer per l'exèrcit britànic i a partir de 1950, pel de Bèlgica. Des de començaments de 2006, el complex forma part del Parc nacional de l'Eifel.

## Govern i jerarquia
- Adolf Hitler, canceller entre 1933 i 1945 i Führer entre 1934 i 1945.
- Joseph Goebbels, ministre per a la Il·lustració Pública i Propaganda entre 1933 i 1945.
- Joachim von Ribbentrop, ministre d'Afers exteriors entre 1938 i 1945.
- Heinrich Himmler, comandant en cap de les Schutzstaffel (Reichsführer-SS) entre 1929 i 1945.
- Albert Speer, ministre d'Armament i Guerra entre 1942 i 1945.
- Hermann Göring, comandant en cap de les Sturmabteilung (Oberster SA-Führer) en els períodes 1921-1922 i 1934-1945 i comandant de la Luftwaffe entre 1930 i 1945.
- Rudolf Hess, Reichsleiter entre 1933 i 1941 i secretari de Hitler (Stellvertreter des Führers) entre 1933 i 1941.
- Ernst Röhm, comandant en cap de les Sturmabteilung (Oberster SA-Führer) entre 1931 i 1934.
- Robert Ley, Reichsleiter entre 1932 i 1945 i líder del Front Alemany del Treball entre 1933 i 1945.
- Martin Bormann, Reichsleiter entre 1941 i 1945 i secretari de Hitler (Stellvertreter des Führers) entre 1943 i 1945.
- Alfred Rosenberg, ideòleg principal del nazisme, Reichsleiter entre 1933 i 1945 i ministre per als Territoris ocupats de l'Est entre 1941 i 1945.
- Reinhard Heydrich, director de l'Oficina Central de Seguretat del Reich entre 1939 i 1942.
- Baldur von Schirach, cap de les Joventuts Hitlerianes (Reichsjugendführer) entre 1931 i 1940.
- Fritz Todt, fundador i cap de l'Organització Todt entre 1938 i 1942.